# Arrondissement Bourganeuf
Bourganeuf is een voormalig arrondissement in het departement Creuse in de Franse regio Nouvelle-Aquitaine. Het arrondissement werd op 17 februari 1800 gevormd en op 10 september 1926 opgeheven. De vier kantons werden bij de opheffing verdeeld over de arrondissementen Aubusson en Guéret.

## Kantons
Het arrondissement was samengesteld uit de volgende kantons:
- kanton Bénévent-l'Abbaye - toegevoegd aan het arrondissement Guéret
- kanton Bourganeuf - toegevoegd aan het arrondissement Guéret
- kanton Pontarion - toegevoegd aan het arrondissement Guéret
- kanton Royère-de-Vassivière - toegevoegd aan het arrondissement Aubusson